# Dynamo Kiev - Chakhtar Donetsk en football
La rivalité entre le Dynamo Kiev et le Chakhtar Donetsk, se réfère à l'antagonisme entre deux des principaux clubs de football d'Ukraine, le Dynamo Kiev créé en 1927 et le Chakhtar Donetsk créé en 1936. Le Dynamo évolue au stade Stade olympique de Kiev et le Chakhtar à la Donbass Arena.
La rivalité entre les deux clubs est sportive et apparaît au début des années 2000.

## Histoire

### Période soviétique
Sous l'ère soviétique, le Dynamo Kiev est l'un des grands clubs d'URSS essentiellement en concurrence avec les deux clubs moscovites du Dinamo Moscou et du Spartak Moscou. Le Chakhtar Donetsk est considéré comme une équipe redoutable en coupe nationale mais incapable d'avoir des performances régulières sur un championnat entier.

### Période ukrainienne
À la suite de l'indépendance de l'Ukraine en 1991, le championnat d'Ukraine voit le jour lors de la saison 1992. Les concurrents moscovites se retrouvant en Russie, le Dynamo Kiev ne dispose plus de véritable rivaux et remporte neuf titres consécutifs de champion entre 1993 et 2001. Sur cette période, Kiev reste la place forte du football ukrainien qui bénéficie de ses infrastructures de grand club et du soutien économique d'une capitale tandis que Donetsk a le rôle du club provincial en devenir. Le Dynamo Kiev dispose aussi d'une génération dorée à la tête de laquelle sont présents Andriy Chevtchenko ou Sergueï Rebrov et elle atteint notamment les demi-finales de Ligue des champions de l'UEFA 1998-1999.

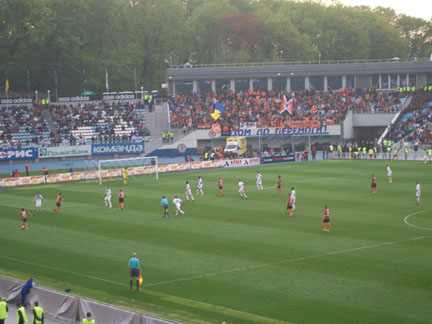
Dinamo-Chakthar, le 1er mai 2011.

L'année 1996 voit l'arrivée de l'oligarque Rinat Akhmetov à la tête du Chakhtar et signe un tournant dans l'histoire du club. Le nouveau président dote Donetsk d'infrastructures sportives rivalisant avec Kiev et il applique une politique de recrutement capable d'attirer de bons joueurs de l'étranger. Sur les neuf titres du Dynamo, le Chakhtar termine une fois vice-champion entre 1993 et 1996 contre cinq fois consécutivement de 1997 à 2001.

#### Intensification de la rivalité
La rivalité sportive connait ses prémices lors de la saison 2002 où l'entraineur italien du Chakhtar, Nevio Scala, amène ses hommes au doublé Coupe-Championnat et rompt la domination du Dynamo Kiev. En 2004, le roumain Mircea Lucescu arrive sur le banc du Chakhtar et glane sur la période 2004-2011 plus de trophée que le Dynamo ainsi que des meilleures performances au niveau européen. Cette saison marque l'intensification sportive de la rivalité et dès lors, le club de Donetsk s'inscrit comme un concurrent récurrent et solide au Dynamo et le football ukrainien découvre avec joie une course annuelle au titre en duo qui remplace la course en solitaire de dix ans du Dynamo Kiev.

#### Demi-finale de Coupe UEFA 2008-2009

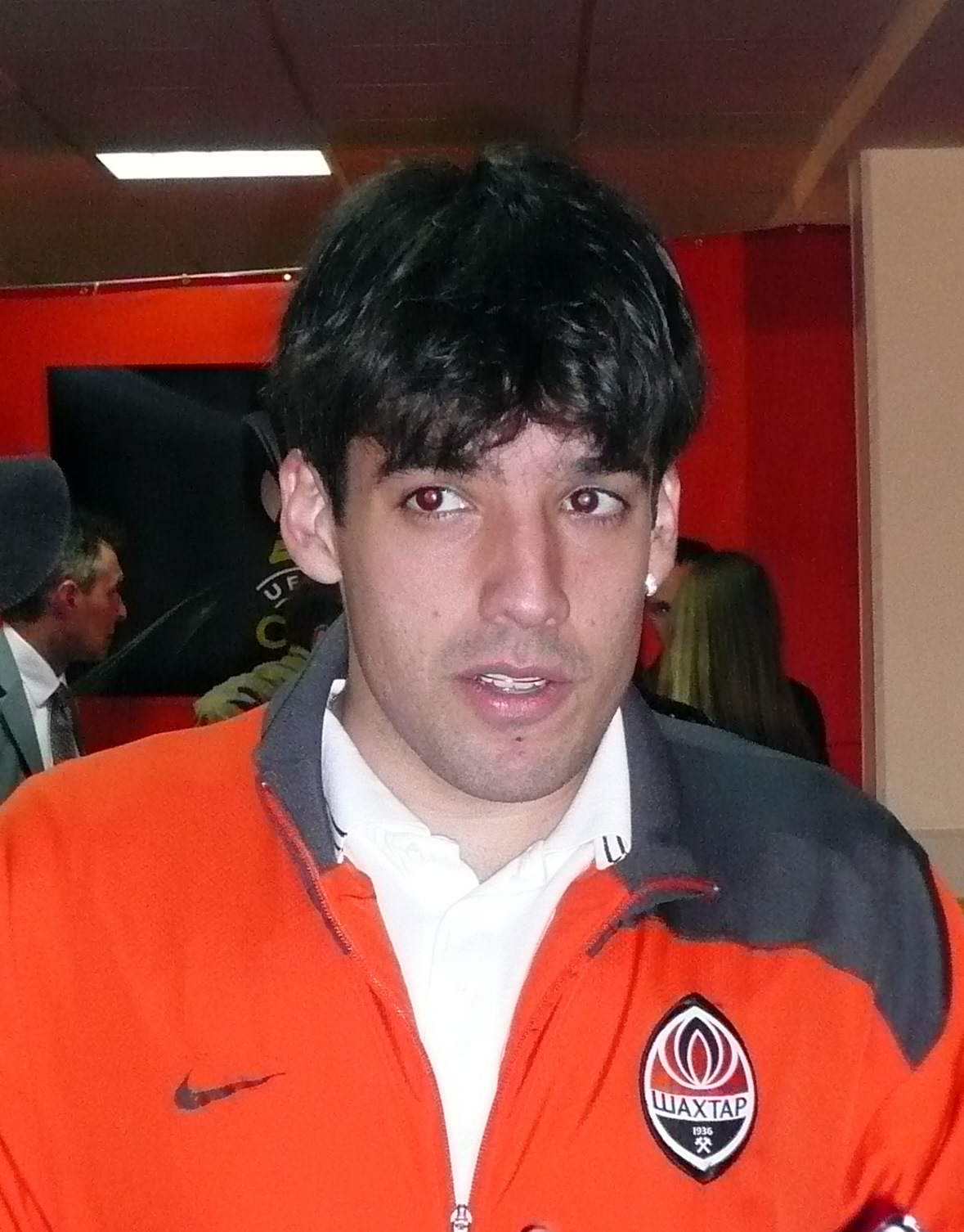
Ilsinho.

Les oppositions considérées comme les plus importantes entre ces deux clubs sont les demi-finales aller et retour de la Coupe UEFA 2008-2009. Le Chakhtar Donetsk et le Dynamo Kiev sortent respectivement les clubs français de l'Olympique de Marseille et du Paris Saint-Germain en quart de finale et se retrouvent au match aller à Kiev, le 28 avril 2009 en football.
Le défenseur du Chakhtar Dmytro Chygrynskyi ouvre le score contre son camp à la vingt-deuxième minute et permet au Dynamo de mener par un but à zéro. Le Chakhtar domine dans l'ensemble mais se montre stérile tandis que le Dynamo fait preuve d'un meilleur opportunisme en trouvant un poteau par l'intermédiaire de Carlos Corrêa en fin de première mi-temps. À vingt minutes de la fin du match, Fernandinho égalise à un partout en reprennant un centre de Willian. Pour les deux équipes, la fin de match est plus animée par le souhait de conservation du résultat que par l'envie de marquer un but.
La demi-finale retour se tient le 7 mai 2009 à la Donbass Arena de Donetsk. Le Chakhtar s'attend à une partie d'échec où une cage inviolée est synonyme de qualification pour eux et où un seul but du Dynamo les élimine.
Éliminé au coup d'envoi, le Dynamo Kiev joue l'offensive et le Chakhtar Donetsk s'en accommode dans le but de prendre son adversaire en contre. L'ouverture du score par Donetsk arrive à la dix-septième minute à la suite d'une erreur du défenseur brésilien Betão qui renvoie un centre dans les pieds de l'attaquant Jádson. Le joueur, à l'entrée de la surface de réparation, met le ballon dans la lucarne.
Les joueurs du Dynamo rentrent en seconde période avec une plus grande détermination et cela se traduit par l'égalisation à un but partout à la quarante-septième minute de jeu. Sur leur première action construite dans le camp du Chakhtar, Oleksandr Aliyev transmet un ballon en profondeur pour Ismaël Bangoura qui parvient à tromper le gardien Andrei Pyatov. Cette égalisation précoce pousse les équipes à jouer et les actions se déroulent d'un camp à l'autre sans temps mort. Cette détermination à marquer se symbolise notamment dans le choix de l'entraineur du Chakhtar, Mircea Lucescu, qui fait rentrer deux attaquants à vingt minutes du terme de la rencontre. Cette tactique de jeu s'avère payante lorsque le rentrant Ilsinho marque un second but pour Donetsk à la quatre-vingt neuvième minute, offre la victoire et la qualification en finale à son club.

## Confrontations
La première confrontation entre les deux clubs a lieu lors du championnat 1938 et se termine sur une victoire par deux buts à zéro du Dynamo Kiev.

### En championnat
| Date              | Compétition                               | Rencontre         | Rés.       | Buteur(s) pour Dynamo                                      | Buteur(s) pour Chakhtar                    | Spectateurs | Réf.     |
| ----------------- | ----------------------------------------- | ----------------- | ---------- | ---------------------------------------------------------- | ------------------------------------------ | ----------- | -------- |
| 4 octobre 1992    | D1 1993 (J8)                              | Dynamo - Chakhtar | 2 - 0      |                                                            | -                                          |             | [ m 1 ]  |
| 2 mai 1993        | D1 1993 (J23)                             | Chakhtar - Dynamo | 1 - 1      |                                                            |                                            |             | [ m 2 ]  |
| 5 septembre 1993  | D1 1994 (J5)                              | Dynamo - Chakhtar | 1 - 1      |                                                            |                                            |             | [ m 3 ]  |
| 28 mai 1994       | D1 1994 (J30)                             | Chakhtar - Dynamo | 1 - 0      | -                                                          |                                            |             | [ m 4 ]  |
| 8 novembre 1994   | D1 1995 (J16)                             | Chakhtar - Dynamo | 1 - 3      |                                                            |                                            |             | [ m 5 ]  |
| 10 mars 1995      | D1 1995 (J19)                             | Dynamo - Chakhtar | 3 - 0      |                                                            | -                                          |             | [ m 6 ]  |
| 27 septembre 1995 | D1 1996 (J12)                             | Chakhtar - Dynamo | 2 - 3      |                                                            |                                            |             | [ m 7 ]  |
| 13 avril 1996     | D1 1996 (J23)                             | Dynamo - Chakhtar | 3 - 1      |                                                            |                                            |             | [ m 8 ]  |
| 7 septembre 1996  | D1 1997 (J7)                              | Chakhtar - Dynamo | 1 - 3      |                                                            |                                            |             | [ m 9 ]  |
| 13 mai 1997       | D1 1997 (J24)                             | Dynamo - Chakhtar | 3 - 1      |                                                            |                                            |             | [ m 10 ] |
| 31 août 1997      | D1 1998 (J9)                              | Dynamo - Chakhtar | 3 - 0      |                                                            | -                                          |             | [ m 11 ] |
| 28 avril 1998     | D1 1998 (J22)                             | Chakhtar - Dynamo | 0 - 0      | -                                                          | -                                          |             | [ m 12 ] |
| 26 juillet 1998   | D1 1999 (J4)                              | Chakhtar - Dynamo | 1 - 2      |                                                            |                                            |             | [ m 13 ] |
| 22 mai 1999       | D1 1999 (J27)                             | Dynamo - Chakhtar | 0 - 0      | -                                                          | -                                          |             | [ m 14 ] |
| 15 août 1999      | D1 2000 (J7)                              | Chakhtar - Dynamo | 0 - 0      | -                                                          | -                                          |             | [ m 15 ] |
| 14 mai 2000       | D1 2000 (J24)                             | Dynamo - Chakhtar | 2 - 1      | Khatskevich 44e, Byalkevich 77e                            | Vorobey 60e                                |             | [ m 16 ] |
| 1er octobre 2000  | D1 2001 (J10)                             | Chakhtar - Dynamo | 1 - 1      | Bodnár 41e                                                 | Vorobey 47e                                |             | [ m 17 ] |
| 7 avril 2001      | D1 2001 (J17)                             | Dynamo - Chakhtar | 1 - 2      |                                                            |                                            |             | [ m 18 ] |
| 15 juillet 2001   | D1 2002 (J2)                              | Dynamo - Chakhtar | 2 - 2      | Melaschenko 18e, Nesmachny 62e                             | N'Diaye 80e, Vorobey 83e                   |             | [ m 19 ] |
| 3 juin 2002       | D1 2002 (J25)                             | Chakhtar - Dynamo | 2 - 0      | -                                                          | Fedorov 42e (csc), · Gavrančić 90+2e (csc) |             | [ m 19 ] |
| 27 juillet 2002   | D1 2003 (J5)                              | Chakhtar - Dynamo | 1 - 0      | -                                                          | Vorobey 45+2e                              |             | [ m 20 ] |
| 24 mai 2003       | D1 2003 (J26)                             | Dynamo - Chakhtar | 2 - 1      | Shatskikh 45+2e, Pukanych 57e (csc)                        | Popov 27e                                  |             | [ m 20 ] |
| 5 septembre 2003  | D1 2004 (J11)                             | Dynamo - Chakhtar | 1 - 1      | Diogo Rincon 67e                                           | Timochtchouk 6e                            | 19 000      | [ m 21 ] |
| 10 avril 2004     | D1 2004 (J20)                             | Chakhtar - Dynamo | 2 - 4      | Verpakovskis 17e, Diogo Rincon 35e, · Leko 61e, Cernat 87e | Lewandowski 45e, · Timochtchouk 48e        | 25 000      | [ m 21 ] |
| 15 juillet 2004   | D1 2005 (J1)                              | Dynamo - Chakhtar | 0 - 2      | -                                                          | Lewandowski 35e, Duljaj 83e                | 16 800      | [ m 22 ] |
| 16 juin 2005      | D1 2005 (J30)                             | Chakhtar - Dynamo | 3 - 2      | Diogo Rincon 69e (pen.), Kléber 84e                        | Byelik 45+3e, Jádson 56e 90+3e             | 25 500      | [ m 22 ] |
| 7 novembre 2005   | D1 2006 (J15)                             | Chakhtar - Dynamo | 0 - 1      | Rebrov 74e                                                 | -                                          | 25 500      | [ m 23 ] |
| 10 mai 2006       | D1 2006 (J30)                             | Dynamo - Chakhtar | 2 - 2      | Shatskikh 9e, Milevsky 20e                                 | Chygrynskyi 53e, Jádson 66e                | 17 600      | [ m 23 ] |
| 14 mai 2006       | D1 2006 (Match en or pour le championnat) | Dynamo - Chakhtar | 1 - 2 a.p. | Rodolfo 80e                                                | Marica 60e, Aghahowa 100e                  | 29 734      | [ m 23 ] |
| 6 novembre 2006   | D1 2007 (J13)                             | Dynamo - Chakhtar | 1 - 0      | Shatskikh 74e                                              | -                                          | 14 600      | [ m 24 ] |
| 23 mai 2007       | D1 2007 (J28)                             | Chakhtar - Dynamo | 2 - 2      | Kléber 26e, Diogo Rincon 57e                               | Lewandowski 17e, Brandão 49e (pen.)        | 26 100      | [ m 24 ] |
| 15 juillet 2007   | D1 2008 (J1)                              | Chakhtar - Dynamo | 1 - 1      | Diogo Rincon 25e                                           | Jádson 60e                                 | 25 500      | [ m 25 ] |
| 12 novembre 2007  | D1 2008 (J16)                             | Dynamo - Chakhtar | 2 - 1      | Bangoura 44e 53e                                           | Jádson 47e (pen.)                          | 5 000       | [ m 25 ] |
| 15 novembre 2008  | D1 2009 (J15)                             | Chakhtar - Dynamo | 1 - 0      | -                                                          | Willian 34e                                | 21 000      | [ m 26 ] |
| 26 mai 2009       | D1 2009 (J30)                             | Dynamo - Chakhtar | 1 - 0      | Milevskyi 79e                                              | -                                          | 15 800      | [ m 26 ] |
| 21 novembre 2009  | D1 2010 (J13)                             | Dynamo - Chakhtar | 3 - 0      | Milevskyi 45e 54e, Yarmolenko 61e                          | -                                          | 14 500      | [ m 27 ] |
| 5 mai 2010        | D1 2010 (J29)                             | Chakhtar - Dynamo | 1 - 0      | -                                                          | Ilsinho 15e                                | 52 518      | [ m 27 ] |
| 3 octobre 2010    | D1 2011 (J12)                             | Chakhtar - Dynamo | 2 - 0      | -                                                          | Adriano 64e, Teixeira 90+2e                | 50 390      | [ m 28 ] |
| 1er mai 2011      | D1 2011 (J27)                             | Dynamo - Chakhtar | 3 - 0      | Goussev 24e (pen.) 90e, Chevtchenko 62e                    | -                                          | 15 000      | [ m 28 ] |
| 24 septembre 2011 | D1 2012 (J11)                             | Dynamo - Chakhtar | 0 - 0      | -                                                          | -                                          | 17 700      | [ m 29 ] |

- Victoire du Dynamo Kiev
- Victoire du Chakhtar Donetsk

### Autres compétitions officielles
| Date            | Compétition                  | Rencontre         | Rés.                 | Buteur(s) pour Dynamo                          | Buteur(s) pour Chakhtar             | Spectateurs | Réf.     |
| --------------- | ---------------------------- | ----------------- | -------------------- | ---------------------------------------------- | ----------------------------------- | ----------- | -------- |
| 1978            | Coupe d'URSS 1978, finale    | Dynamo - Chakhtar | 2 - 1                |                                                |                                     |             | [ m 30 ] |
| 3 mars 1981     | Supercoupe d'URSS 1980       | Dynamo - Chakhtar | 1 - 1 a.p. (5-4 tab) |                                                |                                     |             | [ m 31 ] |
| 1985            | Coupe d'URSS 1985, finale    | Dynamo - Chakhtar | 2 - 1                |                                                |                                     |             | [ m 32 ] |
| 11 avril 1986   | Supercoupe d'URSS 1985       | Chakhtar - Dynamo | 2 - 2 a.p. (1-3 tab) |                                                |                                     |             | [ m 31 ] |
| 26 mai 2002     | Coupe d'Ukraine 2002, finale | Chakhtar - Dynamo | 3 - 2 a.p.           | Byalkevich 31e, Shatskikh 50e                  | Popov 10e, Atelkin 82e, Vorobey 99e | 80 000      | [ m 33 ] |
| 25 mai 2003     | Coupe d'Ukraine 2003, finale | Chakhtar - Dynamo | 1 - 2                | Khatskevich 56e, Diogo Rincon 90+1e            | Vorobey 18e                         | 71 000      | [ m 34 ] |
| 2004            | Supercoupe 2004              | Chakhtar - Dynamo | 1 - 1 a.p. (5-6 tab) | Husyev 23e                                     | Lewandowski 75e                     | 34 287      | ,        |
| 29 mai 2005     | Coupe d'Ukraine 2005, finale | Chakhtar - Dynamo | 0 - 1                | Diogo Rincon 11e (pen.)                        | -                                   | 68 000      | [ m 37 ] |
| 9 juillet 2005  | Supercoupe 2005              | Chakhtar - Dynamo | 1 - 1 a.p. (4-3 tab) | Byalkevich 32e                                 | Elano 5e                            | 30 000      | ,        |
| 16 juillet 2006 | Supercoupe 2006              | Chakhtar - Dynamo | 0 - 2                | Marković 10e, Milevskyi 87e                    | -                                   | 35 000      | [ m 40 ] |
| 27 mai 2007     | Coupe d'Ukraine 2007, finale | Chakhtar - Dynamo | 1 - 2                | Kléber 58e, Husyev 80e                         | Elano 89e                           | 64 500      | [ m 41 ] |
| 10 juillet 2007 | Supercoupe 2007              | Chakhtar - Dynamo | 2 - 2 a.p. (2-4 tab) | Mykhalyk 26e 30e                               | Gladkiy 14e, Tkačenko 54e           | 26 000      | [ m 41 ] |
| 7 mai 2008      | Coupe d'Ukraine 2008, finale | Chakhtar - Dynamo | 2 - 0                | -                                              | Gladkiy 44e, Gai 78e                | 28 000      | [ m 42 ] |
| 15 juillet 2008 | Supercoupe 2008              | Chakhtar - Dynamo | 1 - 1 a.p. (5-3 tab) | Milevskyi 6e                                   | Chygrynskyi 38e                     |             | [ m 43 ] |
| 30 avril 2009   | C3 2009, 1/2 aller           | Dynamo - Chakhtar | 1 - 1                | Chygrynskyi 22e (csc)                          | Fernandinho 68e                     | 16 873      | [ m 44 ] |
| 7 mai 2009      | C3 2009, 1/2 retour          | Chakhtar - Dynamo | 2 - 1                | Bangoura 47e                                   | Jádson 17e, Ilsinho 88e             | 24 300      | [ m 45 ] |
| 28 octobre 2009 | Coupe d'Ukraine 2010, 1/4    | Chakhtar - Dynamo | 2 - 0                | -                                              | Srna 23e, Fernandinho 90+3e         | 47 750      | [ m 46 ] |
| 25 mai 2011     | Coupe d'Ukraine 2011, finale | Chakhtar - Dynamo | 2 - 0                | -                                              | Edouardo 64e, Adriano 87e           | 27 800      | [ m 47 ] |
| 5 juillet 2011  | Supercoupe 2011              | Chakhtar - Dynamo | 1 - 3                | Goussev 5e (pen.), Diakhaté 32e, Milevskyi 83e | Fernandinho 14e                     | 24 750      | [ m 48 ] |
| 26 octobre 2011 | Coupe d'Ukraine 2012, 1/8e   | Dynamo - Chakhtar | 2 - 3                |                                                |                                     |             |          |

- Victoire du Dynamo Kiev
- Victoire du Chakhtar Donetsk

## Statistiques
|                               | Match | Victoire du Dinamo Kiev | Match nul | Victoire du Chakthar Donetsk | Nb. de buts Dinamo | Nb. de buts Chakthar |
| ----------------------------- | ----- | ----------------------- | --------- | ---------------------------- | ------------------ | -------------------- |
| Ligue Europa                  | 2     | 0                       | 1         | 1                            | 2                  | 3                    |
| Supercoupe                    | 6     | 4                       | -         | 2                            | 10                 | 6                    |
| Championnat                   | 40    | 18                      | 12        | 10                           | 58                 | 38                   |
| Coupe                         | 8     | 3                       | -         | 5                            | 9                  | 13                   |
| Supercoupe d'URSS             | 2     | 2                       | -         | 0                            | 3                  | 3                    |
| Championnat d'URSS            | 82    | 41                      | 26        | 15                           |                    |                      |
| Coupe d'URSS                  | 3     | 2                       | -         | 1                            |                    |                      |
| Coupe de la fédération d'URSS | 5     | 1                       | 1         | 3                            |                    |                      |

## Joueurs du Clasico Ukrainien qui ont écopé d'un carton rouge
| Joueur                | Equipe           | Année |
| --------------------- | ---------------- | ----- |
| Tomasz Kedziora       | Dinamo Kiev      | 2018  |
| Ismaily               | Shakhtar Donetsk | 2018  |
| Mykyta Burda          | Dinamo Kiev      | 2018  |
| Taison                | Shakhtar Donetsk | 2018  |
| Taras Stephanenko     | Shakhtar Donetsk | 2017  |
| Junior Moraes         | Dinamo Kiev      | 2016  |
| Serhiy Rybalka        | Dinamo Kiev      | 2016  |
| Taras Stephanenko     | Shakhtar Donetsk | 2016  |
| Oleksandr Kucher      | Shakhtar Donetsk | 2016  |
| Andrey Yarmolenko     | Dinamo Kiev      | 2016  |
| Derlis Gonzalez       | Dinamo Kiev      | 2015  |
| Serhiy Rybalka        | Dinamo Kiev      | 2015  |
| Oleksandr Shovkovskiy | Dinamo Kiev      | 2015  |
| Serhiy Rybalka        | Dinamo Kiev      | 2015  |
| Vyacheslav Shevchuk   | Shakhtar Donetsk | 2014  |
| Andrey Yarmolenko     | Dinamo Kiev      | 2014  |
| Yaroslav Rakitskiy    | Shakhtar Donetsk | 2014  |
| Yaroslav Rakitskiy    | Shakhtar Donetsk | 2013  |
| Denys Garmash         | Dinamo Kiev      | 2012  |
| Eduardo               | Shakhtar Donetsk | 2011  |
| Betao                 | Dinamo Kiev      | 2011  |
| Badr El-Kaddouri      | Dinamo Kiev      | 2010  |
| Ismaël Bangoura       | Dinamo Kiev      | 2008  |
| Pape Diakhaté         | Dinamo Kiev      | 2008  |
| Brandao               | Shakhtar Donetsk | 2008  |
| Vladimir Yezerskiy    | Shakhtar Donetsk | 2008  |

## Palmarès
| Club             | Supercoupe de l'UEFA | Coupe des coupes | Ligue Europa | Supercoupe | Championnat | Coupe | Supercoupe d'URSS | Championnat d'URSS | Coupe d'URSS |
| ---------------- | -------------------- | ---------------- | ------------ | ---------- | ----------- | ----- | ----------------- | ------------------ | ------------ |
| Dynamo Kiev      | 1                    | 2                | 0            | 5          | 13          | 9     | 3                 | 13                 | 9            |
| Chakhtar Donetsk | 0                    | 0                | 1            | 3          | 6           | 7     | 1                 | 0                  | 4            |

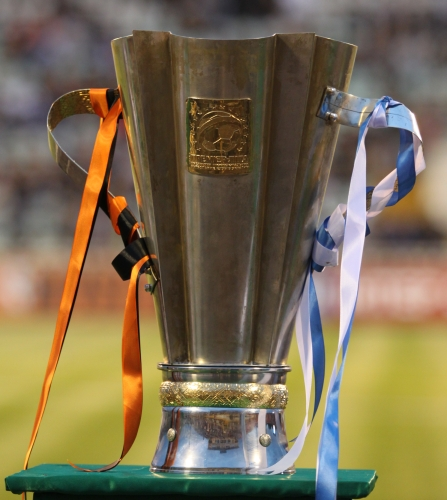
Les deux clubs ont lutté six fois en duel pour l'obtention de la Supercoupe d'Ukraine.

Parmi ces titres, certains sont acquis contre le rival. En confrontation directe lors d'une finale ou en confrontation indirecte par le biais d'une place de champion et du rival vice-champion.
- Titres acquis par le Dynamo Kiev aux dépens du Chakhtar Donetsk : 
  - Supercoupe (4) : 2004, 2006, 2007, 2011.
  - Championnat (10)[5] : 1994, 1997 à 2001, 2003, 2004, 2007, 2009.
  - Coupe (3) : 2003, 2005, 2007.
  - Supercoupe d'URSS (2) : 1980, 1985.
  - Coupe d'URSS (2) : 1978, 1985.
- Titres acquis par le Chakhtar Donetsk aux dépens du Dynamo Kiev : 
  - Supercoupe (2) : 2005, 2008.
  - Championnat (6)[5] : 2002, 2005, 2006, 2008, 2010, 2011.
  - Coupe (3) : 2002, 2008, 2011.

## Navigation

#### Histoire
- Dynamo Kiev - Chakhtar Donetsk sur fr.fifa.com
- (en) Dynamo Kiev - Chakhtar Donetsk sur www.insidefutbol.com

#### Confrontations et statistiques
- Dynamo Kiev - Chakhtar Donetsk sur www.leballonrond.fr
- Dynamo Kiev - Chakhtar Donetsk sur fr.uefa.com